# Șușani (gmina)
Șușani – gmina w Rumunii, w okręgu Vâlcea. Obejmuje miejscowości Râmești, Sârbi, Stoiculești, Șușani i Ușurei. W 2011 roku liczyła 3291 mieszkańców.